# Leopardus pajeros
El gato de los pajonales, gato del pajonal, gato de las pampas o gato pajero (Leopardus pajeros) es una especie de mamífero carnívoro de la familia Felidae propio de Sudamérica. Hasta el año 2020, las subespecies integradas a esta especie se consideraban como parte de Leopardus colocolo.

## Características
Alcanza una longitud de unos 60 cm de cuerpo. Se parece al gato doméstico, pero es más corpulento. La cabeza es pequeña en comparación con el cuerpo, y el hocico es blanco alrededor.

## Hábitat y distribución
Esta especie se distribuye en el sur de Sudamérica al oriente de la cordillera de los Andes, en el centro y sur de la Argentina hasta las estepas del sur de la Patagonia y sectores patagónicos aledaños en el sur de Chile. Logra adaptarse a diversos hábitats.

## Historia natural
Se conoce poco sobre sus hábitos de caza. Se sabe que captura roedores y pájaros por la noche, así como aves de corral en las granjas.

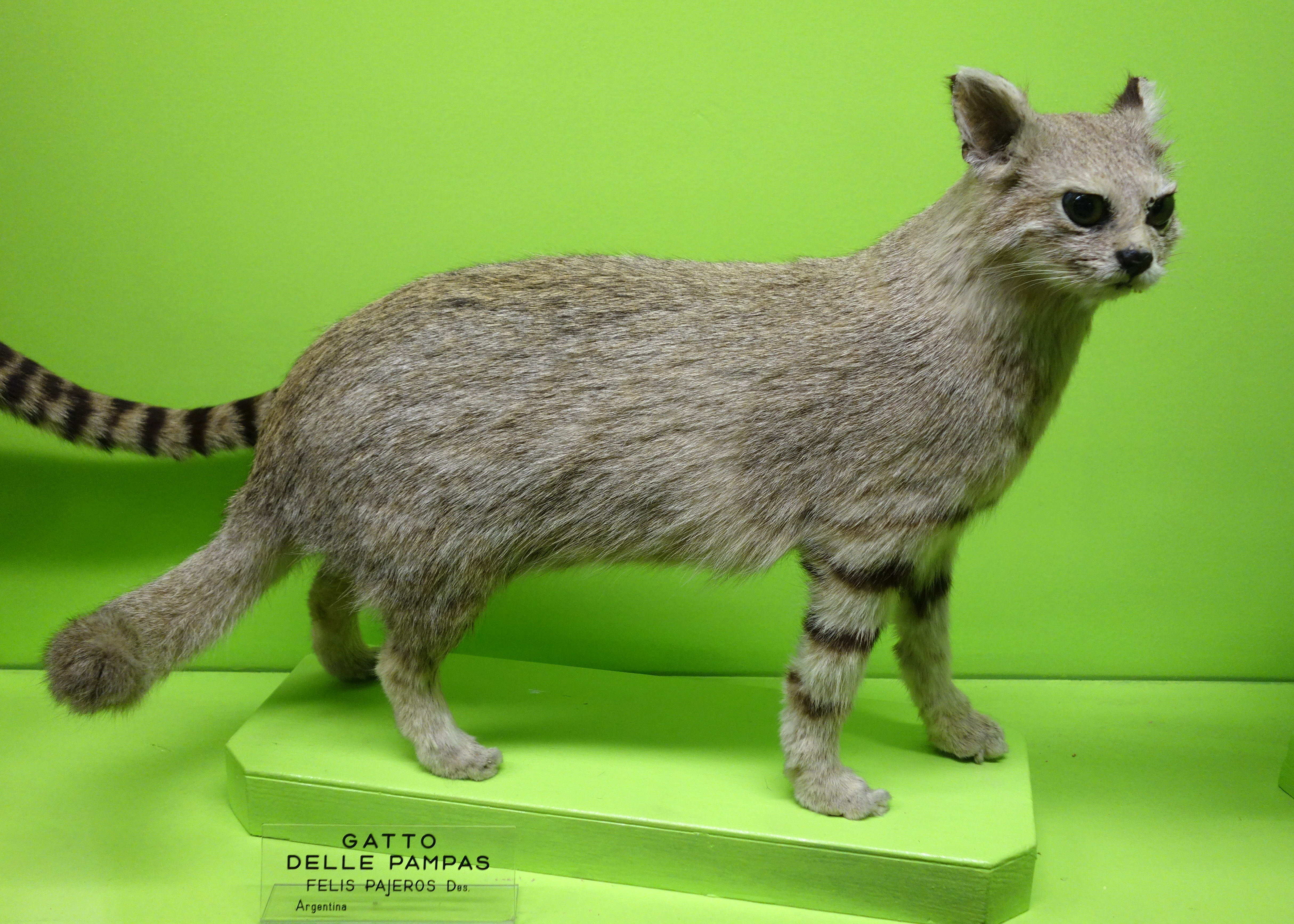
Leopardus pajeros embalsamado en el Museo Cívico de Historia Natural Giacomo Doria - Génova, Italia.

## Sinónimos
A esta especie también se la integró a otros géneros: Lynchailurus pajeros, Oncifelis pajeros, y Felis pajeros.

## Taxonomía
Leopardus pajeros se subdividía en varias subespecies; dos de ellas componían el actual concepto de la especie, hoy tratada como monotípica:
- Leopardus pajeros pajeros Desmarest, 1816. En el centro de la Argentina.
- Leopardus pajeros crucinus (Thomas, 1901). En las estepas del sur de la Patagonia argentina y en sectores aledaños del siglo XXI se lo indicaba como integrando una subespecie de Leopardus colocola, hasta que en el año 2020 se dio a conocer una publicación de Fabio Oliveira do Nascimento, Jilong Cheng y Anderson Feijó, quienes realizaron un estudio taxonómico integrador, combinando la más amplia cobertura morfológica efectuada hasta esa fecha, con datos moleculares y modelos de nicho ecológico, lo que les permitió dilucidar la real composición de especies y probar la validez de las subespecies propuestas. Las múltiples líneas de evidencias morfológicas, moleculares y biogeográficas, así como conjuntos de datos de nichos climáticos, convergieron en el reconocimiento de 5 especies monotípicas, elevando a especie plena nuevamente a Leopardus pajeros así como a L. garleppi, la que llevó las subespecies norteñas que se asimilaban anteriormente con L. pajeros.[3]